# Europawahl in Portugal 2019
- BE: 2
- CDU: 2
- PS: 9
- PAN: 1
- PSD: 6
- PP: 1

Die Europawahl in Portugal 2019 fand am 26. Mai 2019 statt. Sie wurde im Rahmen der EU-weit stattfindenden Europawahl 2019 durchgeführt.
In Portugal wurden 21 Mandate im Europäischen Parlament vergeben.

## Wahlrecht
Die Wahl erfolgte nach dem Verhältniswahlrecht, wobei ganz Portugal als einheitlicher Wahlkreis galt. Die Verteilung erfolgte nach dem D’Hondt-Verfahren.
Es gab keine explizite Sperrklausel, durch das Sitzzuteilungsverfahren ergab sich jedoch eine implizite Hürde von etwa 4,5 % der Stimmen.
Wahlberechtigt waren alle Bürger mit portugiesischer Staatsbürgerschaft über 18 Jahre, Bürger der Europäischen Union, die in Portugal leben und im Ausland lebenden Portugiesen. Voraussetzung für die Wahlberechtigung war, sich im Wahlverzeichnis eintragen zu lassen.

## Ausgangslage

### Scheidendes Parlament
| Fraktion                       | Fraktion                                                     | Mandate | Partei                                        | Partei                          | Mandate |
| ------------------------------ | ------------------------------------------------------------ | ------- | --------------------------------------------- | ------------------------------- | ------- |
|                                | Fraktion der Progressiven Allianz der Sozialdemokraten       | 8 / 21  |                                               | Partido Socialista              | 8 / 21  |
|                                | Fraktion der Europäischen Volkspartei                        | 8 / 21  |                                               | Partido Social Democrata        | 6 / 21  |
|                                | Fraktion der Europäischen Volkspartei                        | 8 / 21  | Centro Democrático e Social – Partido Popular | 1 / 21                          |         |
|                                | Fraktion der Europäischen Volkspartei                        | 8 / 21  | Movimento o Partido da Terra                  | 1 / 21                          |         |
|                                | Die Linke im Europäischen Parlament – GUE/NGL                | 4 / 21  |                                               | Partido Comunista Português     | 3 / 21  |
|                                | Die Linke im Europäischen Parlament – GUE/NGL                | 4 / 21  | Bloco de Esquerda                             | 1 / 21                          |         |
|                                | Fraktion der Allianz der Liberalen und Demokraten für Europa | 1 / 21  |                                               | Partido Democrático Republicano | 1 / 21  |
|                                |                                                              |         |                                               |                                 |         |
| Quelle: Europäisches Parlament |                                                              |         |                                               |                                 |         |

### Listen und Parteien
| Liste | Liste                                                       | Partei                                                      | Partei                                                      | Europapartei | Erstplatzierter in der Liste |
| ----- | ----------------------------------------------------------- | ----------------------------------------------------------- | ----------------------------------------------------------- | ------------ | ---------------------------- |
|       | Partido Socialista (PS)                                     | Partido Socialista (PS)                                     | Partido Socialista (PS)                                     | SPE          | Pedro Marques                |
|       | Partido Social Democrata (PSD)                              | Partido Social Democrata (PSD)                              | Partido Social Democrata (PSD)                              | EVP          | Paulo Rangel                 |
|       | Bloco de Esquerda (BE)                                      | Bloco de Esquerda (BE)                                      | Bloco de Esquerda (BE)                                      | EL           | Marisa Matias                |
|       | Coligação Democrática Unitária (CDU)                        |                                                             | Partido Comunista Português (PCP)                           | –            | João Ferreira                |
|       | Coligação Democrática Unitária (CDU)                        | Partido Ecologista Os Verdes (PEV)                          | EGP                                                         |              | João Ferreira                |
|       | Centro Democrático e Social – Partido Popular (CDS-PP)      | Centro Democrático e Social – Partido Popular (CDS-PP)      | Centro Democrático e Social – Partido Popular (CDS-PP)      | EVP          | Nuno Melo                    |
|       | Pessoas – Animais – Natureza (PAN)                          | Pessoas – Animais – Natureza (PAN)                          | Pessoas – Animais – Natureza (PAN)                          | APEU         | Francisco Guerreiro          |
|       | Aliança (A)                                                 | Aliança (A)                                                 | Aliança (A)                                                 | –            | Paulo de Almeida Sande       |
|       | Livre/Tempo de Avançar (L/TDA)                              | Livre/Tempo de Avançar (L/TDA)                              | Livre/Tempo de Avançar (L/TDA)                              | DiEM25       | Rui Tavares                  |
|       | BASTA! (B)                                                  |                                                             | Chega                                                       | –            | André Ventura                |
|       | BASTA! (B)                                                  | Partido Popular Monárquico (PPM)                            | ECPM                                                        |              | André Ventura                |
|       | BASTA! (B)                                                  | Democracia 21                                               | –                                                           |              | André Ventura                |
|       | BASTA! (B)                                                  | Partido Cidadania e Democracia Cristã (PPV/CDC)             | –                                                           |              | André Ventura                |
|       | Nós, Cidadãos! (NC)                                         |                                                             | Nós, Cidadãos! (NC)                                         | –            | Paulo de Morais              |
|       | Nós, Cidadãos! (NC)                                         | Partido da Terra (MPT)                                      | EVP                                                         |              | Paulo de Morais              |
|       | Iniciativa Liberal (IL)                                     | Iniciativa Liberal (IL)                                     | Iniciativa Liberal (IL)                                     | ALDE         | Ricardo Arroja               |
|       | Partido Comunista dos Trabalhadores Portugueses (PCTP/MRPP) | Partido Comunista dos Trabalhadores Portugueses (PCTP/MRPP) | Partido Comunista dos Trabalhadores Portugueses (PCTP/MRPP) | –            | Luís Júdice                  |
|       | Partido Nacional Renovador (PNR)                            | Partido Nacional Renovador (PNR)                            | Partido Nacional Renovador (PNR)                            | –            | João Patrocínio              |
|       | Partido Democrático Republicano (PDR)                       | Partido Democrático Republicano (PDR)                       | Partido Democrático Republicano (PDR)                       | EDP          | António Marinho e Pinto      |
|       | Partido Unido dos Reformados e Pensionistas (PURP)          | Partido Unido dos Reformados e Pensionistas (PURP)          | Partido Unido dos Reformados e Pensionistas (PURP)          | –            | Fernando Loureiro            |
|       | Partido Trabalhista Português (PTP)                         | Partido Trabalhista Português (PTP)                         | Partido Trabalhista Português (PTP)                         | –            | Gonçalo Madaleno             |
|       | Movimento Alternativa Socialista (MAS)                      | Movimento Alternativa Socialista (MAS)                      | Movimento Alternativa Socialista (MAS)                      | –            | Vasco Santos                 |

## Umfragen

### Letzte Umfragen vor der Wahl
| Datum      | Institut              | PS    | PSD   | CDS-PP | CDU  | BE   | PAN  | Aliança | PDR | B!  | Sonstige |
| ---------- | --------------------- | ----- | ----- | ------ | ---- | ---- | ---- | ------- | --- | --- | -------- |
| 22.05.2019 | Eurosondagem          | 35,5  | 25,5  | 7,0    | 7,6  | 6,9  | 2,5  | 2,5     | –   | –   | 12,5     |
| 20.05.2019 | Aximage               | 32,5  | 25,4  | 6,8    | 9,3  | 11,4 | 1,4  | 2,5     | –   | –   | 10,7     |
| 20.05.2019 | Politico              | 33,39 | 27,57 | 7,17   | 8,06 | 7,43 | 3,06 | 3,06    | –   | –   | 10,26    |
| 19.05.2019 | Universidade Católica | 33    | 23    | 8      | 8    | 9    | 3    | 3       | –   | –   | 13       |
| 12.05.2019 | GfK                   | 36    | 28    | 8      | 8    | 9    | 2    | –       | –   | –   | 9        |
| 03.05.2019 | GfK                   | 34    | 28    | 9      | 9    | 8    | 3    | –       | –   | –   | 9        |
| 02.05.2019 | Eurosondagem          | 34,0  | 27,1  | 7,1    | 8,1  | 7,1  | 3,3  | 3,3     | –   | –   | 10,0     |
| 26.04.2019 | Aximage               | 31,7  | 29,0  | 7,7    | 8,4  | 8,3  | 1,3  | 1,3     | –   | 1,8 | 10,5     |
| 26.04.2019 | Pitagórica            | 30,3  | 28,0  | 7,6    | 6,5  | 11,3 | –    | –       | 1,7 | –   | 14,6     |
| 18.04.2019 | Aximage               | 33,6  | 31,1  | 6,8    | 9,4  | 8,0  | 1,3  | 1,3     | –   | –   | 8,5      |
| 25.03.2019 | Aximage               | 34,1  | 29,1  | 7,3    | 9,2  | 7,6  | 1,9  | 2,0     | –   | –   | 8,8      |
| 04.03.2019 | Aximage               | 36,0  | 26,2  | 8,6    | 8,8  | 9,7  | 1,5  | 1,9     | –   | –   | 7,3      |
| 24.01.2019 | Aximage               | 38,5  | 23,4  | 9,9    | 13,4 | 7,4  | 2,4  | 1,4     | –   | –   | 3,5      |
| 25.05.2014 | Wahl 2014             | 31,5  | 27,7  | 27,7   | 12,7 | 4,6  | 1,7  | –       | –   | 0,9 | 20,9     |

## Ergebnis
| Listen                                                                                                | Listen                                                      | Stimmen    | %    | +/-  | Mandate | +/-   |
| --- | ----------------------------------------------------------- | ---------- | ---- | ---- | ------- | ----- |
| | Partido Socialista (PS)                                     | 1.104.694  | 33,4 | +1,9 | 9       | +1    |
| | Partido Social Democrata (PSD) 1                            | 725.399    | 21,9 | N/A  | 6       | ±0    |
| | Bloco de Esquerda (BE)                                      | 325.093    | 9,8  | +5.3 | 2       | +1    |
| | Coligação Democrática Unitária (CDU) - PCP - PEV            | 228.045    | 6,9  | −5,8 | 2 0     | −1 ±0 |
| | Centro Democrático e Social – Partido Popular (CDS-PP) 1    | 204.792    | 6,2  | N/A  | 1       | ±0    |
| | Pessoas – Animais – Natureza (PAN)                          | 168.015    | 5,1  | +3,4 | 1       | +1    |
| | Aliança (A)                                                 | 61.652     | 1,9  | Neu  | –       | Neu   |
| | LIVRE (L)                                                   | 60.446     | 1,8  | −0,4 | –       | ±0    |
| | BASTA! (B) (Chega – PPM – Democracia 21 – PPV/CDC) 2        | 49.388     | 1,5  | Neu  | –       | Neu   |
| | Nós, Cidadãos! (NC)                                         | 34.634     | 1,0  | Neu  | –       | Neu   |
| | Iniciativa Liberal (IL)                                     | 29.114     | 0,9  | Neu  | –       | Neu   |
| | Partido Comunista dos Trabalhadores Portugueses (PCTP/MRPP) | 27.211     | 0,8  | −0,9 | –       | ±0    |
| | Partido Nacional Renovador (PNR)                            | 16.135     | 0,5  | +0,0 | –       | ±0    |
| | Partido Democrático Republicano (PDR)                       | 15.751     | 0,5  | Neu  | –       | Neu   |
| | Partido Unido dos Reformados e Pensionistas (PURP)          | 13.508     | 0,4  | Neu  | –       | Neu   |
| | Partido Trabalhista Português (PTP)                         | 8.412      | 0,3  | −0,4 | –       | ±0    |
| | Movimento Alternativa Socialista (MAS)                      | 6.612      | 0,2  | −0,2 | –       | ±0    |
| Ungültige Stimmen                                                                                     | Ungültige Stimmen                                           | 228.743    | 6,9  | –0,6 | –       | –     |
| Gesamt                                                                                                | Gesamt                                                      | 3.307.644  | 100  |      | 21      | –     |
| |                                                             |            |      |      |         |       |
| Gültige Stimmzettel                                                                                   | Gültige Stimmzettel                                         | 3.078.901  | –    | –    |         |       |
| Leere Stimmzettel                                                                                     | Leere Stimmzettel                                           | 140.644    | 4,3  | −0,1 |         |       |
| Ungültige Stimmzettel                                                                                 | Ungültige Stimmzettel                                       | 88.099     | 2,7  | −0,4 |         |       |
| Wähler                                                                                                | Wähler                                                      | 3.307.644  | 30,7 | –3,1 |         |       |
| Wahlberechtigte                                                                                       | Wahlberechtigte                                             | 10.757.192 |      |      |         |       |
| |                                                             |            |      |      |         |       |
| Quellen: Comissão Nacional de Eleições – endgültiges Ergebnis, nach Wahlkreisen, vorläufiges Ergebnis |                                                             |            |      |      |         |       |

## Fraktionen im Europäischen Parlament

### Nach Parteien
| Liste/Partei                   | Liste/Partei                                  | Liste/Partei                                  | Liste/Partei                                  | Mandate | Fraktion |
| ------------------------------ | --------------------------------------------- | --------------------------------------------- | --------------------------------------------- | ------- | -------- |
|                                | Partido Socialista                            | Partido Socialista                            | Partido Socialista                            | 9 / 21  | S&D      |
|                                | Partido Social Democrata                      | Partido Social Democrata                      | Partido Social Democrata                      | 6 / 21  | EVP      |
|                                | Bloco de Esquerda                             | Bloco de Esquerda                             | Bloco de Esquerda                             | 2 / 21  | GUE/NGL  |
|                                | Coligação Democrática Unitária                |                                               | Partido Comunista Português                   | 2 / 21  | GUE/NGL  |
|                                | Centro Democrático e Social – Partido Popular | Centro Democrático e Social – Partido Popular | Centro Democrático e Social – Partido Popular | 1 / 21  | EVP      |
|                                | Pessoas – Animais – Natureza                  | Pessoas – Animais – Natureza                  | Pessoas – Animais – Natureza                  | 1 / 21  | G/EFA    |
|                                |                                               |                                               |                                               |         |          |
| Quelle: Europäisches Parlament |                                               |                                               |                                               |         |          |

### Nach Fraktionen
| Partei | Partei                                                | Sitze  | Sitze | Sitze |
| Partei | Partei                                                | Anzahl | +/−   | %     |
| ------ | ----------------------------------------------------- | ------ | ----- | ----- |
|        | Sozialdemokratische Partei Europas (S&D)              | 9      | +1    | 42,9  |
|        | Europäische Volkspartei (EVP)                         | 7      | ±0    | 33,3  |
|        | Vereinte Europäische Linke/Nordische Grünen (GUE/NGL) | 4      | ±0    | 19,0  |
|        | Die Grünen/Europäische Freie Allianz (Grüne/EFA)      | 1      | +1    | 4,8   |
|        | Renew Europe (RE)                                     | 0      | −2    | 0,0   |
|        | Europäische Konservative und Reformer (EKR)           | 0      | ±0    | 0,0   |
| Gesamt | Gesamt                                                | 21     | —     | 100,0 |